# Wollbachspitze
Die Wollbachspitze ist ein 3209 m ü. A. hoher Berg im Hauptkamm der Zillertaler Alpen an der Grenze zwischen Österreich und Italien bzw. Tirol und Südtirol. Die Erstbesteigung erfolgte 1852 bei der Landvermessung, die erste touristische Ersteigung 1878 durch Reinhold Seyerlen mit Führer Stefan Kirchler.

## Lage

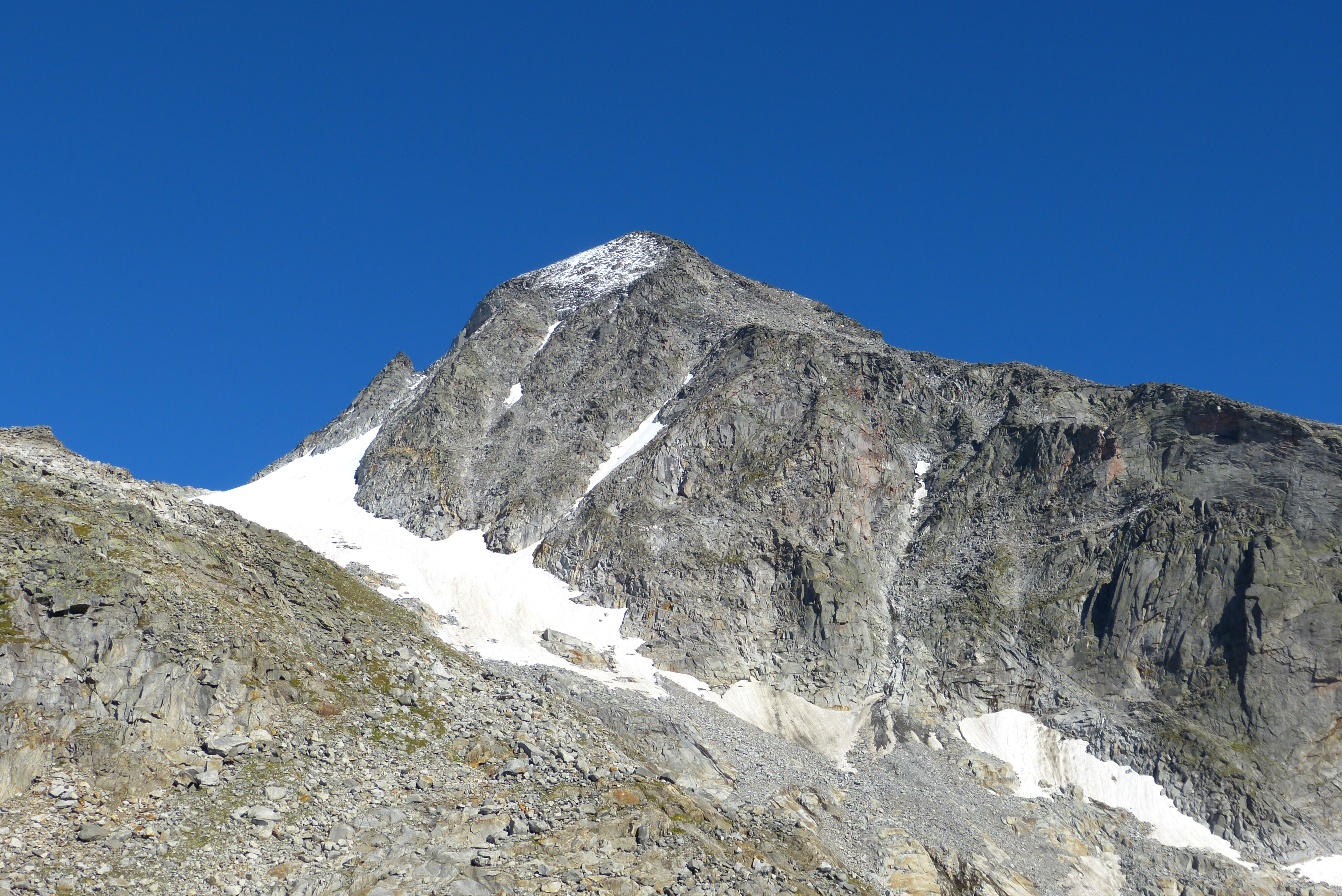
Die Wollbachspitze vom Östlichen Stillupkees aus gesehen

Die Wollbachspitze ist Bestandteil des Zillertaler Hauptkamms, einer dominierenden Bergkette von über 3000 Meter hohen Gipfeln. Die nächstgelegenen Gipfel im weiteren Verlauf des Hauptkamms sind im Südwesten, getrennt durch das Wollbachjoch, die Gfallspitze (2964 m), und im Südosten der Hollenzkopf (3192 m). Im Süden fällt der Berg steil ab ins Wollbachtal, welches in das Ahrntal hinabführt. Richtung Norden löst sich der lange Ahornkamm, der Stillupgrund und Sundergrund voneinander trennt und in dem hinter dem Stangenjoch die Hintere Stangenspitze (3225 m) den ersten Gipfelpunkt ausbildet.
Bis auf die Südseite ist der Berg von Gletschern umgeben: im Nordwesten vom Östlichen Stillupkees, im Nordosten vom Grasleitenkees.

## Routen

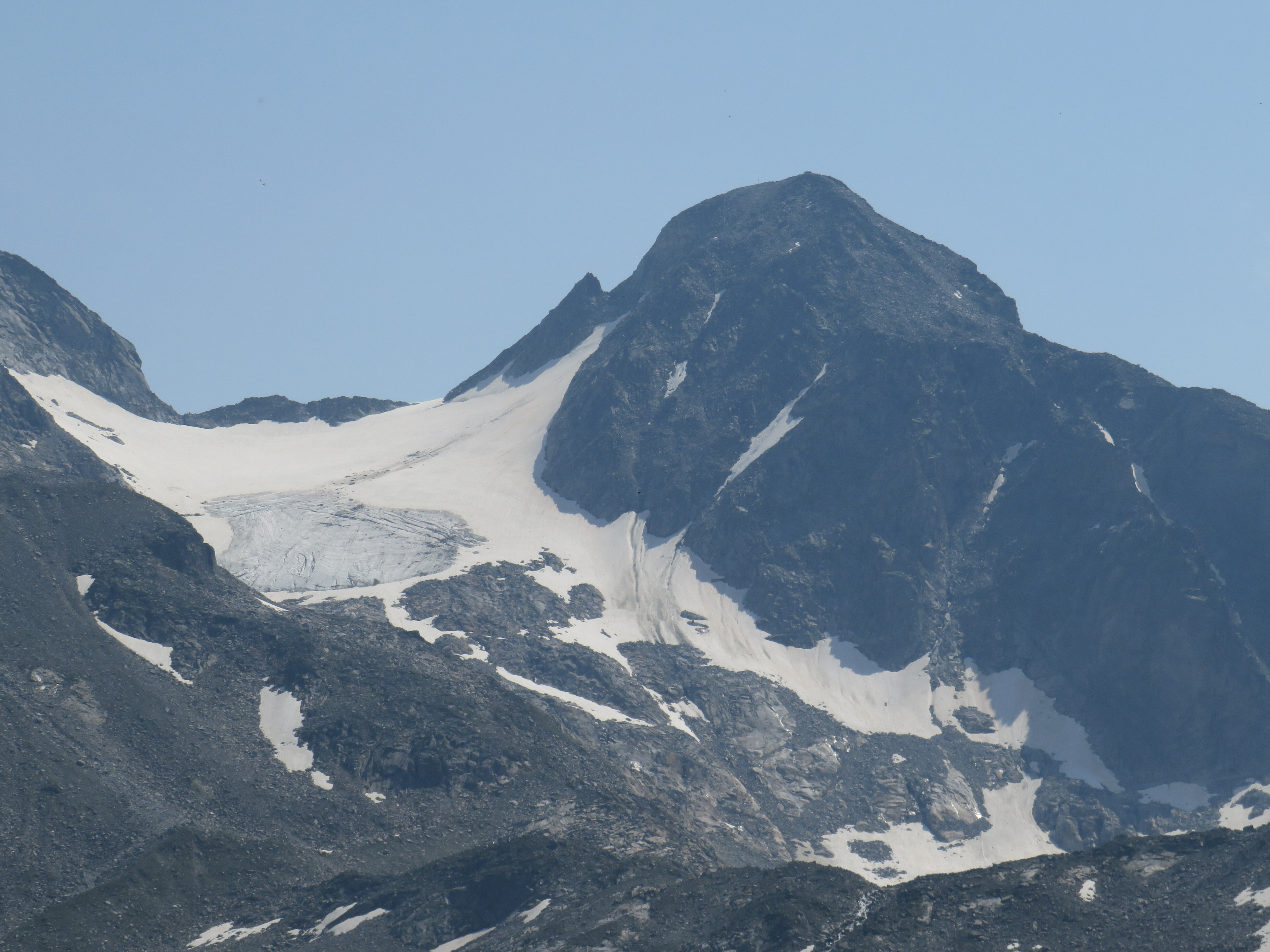
Wollbachspitze von Westen mit Östlichem Stillupkees und Stangenjoch

Der Gipfel ist als Hochtour mit Gletscherbegehung von der Kasseler Hütte (2178 m) über das Östliche Stillupkees erreichbar. Diese Route ist der heute übliche Normalweg. Dabei führt zunächst ein Steig von der Hütte hinauf zum Gletscher, über diesen wird mehr in östlicher Richtung linksseitig teils steil aufgestiegen bis zum Stangenjoch, von wo aus man südlich dem Grat zum Gipfelkreuz hinauf folgt. Es gibt weitere teils schwierigere Aufstiege wie z. B. von Sankt Jakob im Ahrntal über die Wollbachalm und den Südwestgrat.